# 17173网
17173网是一家位於中國大陸，旨在提供電子遊戲及電子遊戲產業類新聞與資訊的網站。同時17173网還提供遊戲玩家交流的网络论坛、視頻分享及下載服務等內容。

## 網站歷史
17173网的前身是2000年網絡遊戲《万王之王》中「天国」遊戲公會建立了公會網站「网游天下」，2001年網站開始發佈一些未上市的遊戲資訊，這些資訊形成「遊戲專區」，吸引了大量的訪問。2001年5月，17173网被網龍公司收購，收購金額不詳。2003年10月，搜狐斥資2050萬美元收購17173网。2004年12月，17173网推出首屆17173遊戲動漫嘉年華活動。2005年5月，17173网標誌和吉祥物誕生。2007年3月，17173网發起首屆世界網遊日。2008年5月，17173网舉行首屆中國網遊競技大賽。2011年12月，暢遊以1.625億美元收購17173.COM。

## 争议
自暢遊收購17173网后，有分析師認為17173网在遊戲廠商廣告兼具雙重身份或將導致廣告主的放棄， 同時也引發業內對於17173网未來公正性和客觀性的質疑。
2013年5月15日，17173員工猝死曾引發過有關“過勞死”的討論，但事後證明員工猝死與17173無關。
2006年期間，17173曾因旗下產品涉嫌侵權而被天空遊戲網訴至法庭，但並無下文。

## 外部連結
- 17173.COM（页面存档备份，存于）（简体中文）